# Aspidosperma araracanga
Aspidosperma araracanga är en oleanderväxtart som beskrevs av Marc.-ferr.. Aspidosperma araracanga ingår i släktet Aspidosperma och familjen oleanderväxter. Inga underarter finns listade i Catalogue of Life.